# Boy (album)
A Boy a U2 bemutatkozó albuma, 1980-ból. A megjelenése előtt kislemezen kiadott I Will Follow már meglehetősen népszerű és (főként az egyetemi rádiókban) gyakran játszott dal volt. Szövegét sokan vallásos tematikájúnak tartották, ami – lévén az együttes művészetében igen meghatározó elem a hit – helytálló értelmezés lehet, bár ezzel a dallal kapcsolatban a tagok ezt sosem erősítették meg.
A felvételek a dublini Windmill Lane Stúdióban készültek, Steve Lillywhite irányítása mellett. A dalok némelyike, például az An Cat Dubh és a The Ocean a stúdióban született, másokat egy ideje már koncertjeiken is játszottak (Stories for Boys, Out of Control és Twilight).
Éles ellentétben az akkor népszerű brit rockzenekarokkal, mint a Smiths, a Boy optimista hangvételű szövegei, és ritmikusabb, gitárközpontú (az amerikai jangle popra emlékeztető) zenéje egy új stílus felé való törekvést mutatott.
A lemez borítóján látható kisfiú Peter Rowan, Bono barátjának, Gugginak az öccse. A fényképész, Hugo McGuiness és a borító tervezője, Steve Averill még több jövendő U2-albumon is együtt dolgoznak majd. Az USA-beli kiadáson azonban az együttes fényképe szerepel, félő volt ugyanis, hogy gyermekpornográfiával vádolhatják őket.
Az album az Egyesült Királyságban nem került fel a slágerlistákra, az óceán másik partján azonban 1981-ben a 63. volt a Billboard listáján; az I Will Follow pedig a 20. helyet érte el a mainstream rock kategóriában.

## Dalok
1. I Will Follow – 3:36
2. Twilight – 4:22
3. An Cat Dubh – 6:21
4. Into the Heart – 1:53
5. Out of Control – 4:13
6. Stories for Boys – 3:02
7. The Ocean – 1:34
8. A Day Without Me – 3:14
9. Another Time, Another Place – 4:34
10. The Electric Co. – 4:48
11. Shadows and Tall Trees – 4:36

## Előadók
- Bono – ének
- The Edge – gitár, zongora, ének
- Adam Clayton – basszusgitár
- Larry Mullen, Jr. – dob